# Melecta italica
Melecta italica är en biart som beskrevs av Radoszkowski 1876. Melecta italica ingår i släktet sorgbin, och familjen långtungebin. Inga underarter finns listade i Catalogue of Life.